# Мараняо (футболист)
Мануел Месиас Барбоса да Силва (на португалски: Manuel Messias Barbosa da Silva, по-известен като Мараняо) е бразилски футболист, роден на 25 декември 1985 г. в град Кодо, провинция Мараняо. Играе за „Сантош“, на поста десен бек.
Играл е за Купата на Бразилия за отбора на „Гуарани“ и в Кампеонато Паулиста – за „Гуарани“ и „Сантош“.